# Viktor Galović
Viktor Galović (Nova Gradiška, 19 settembre 1990) è un ex tennista croato con cittadinanza italiana.
Nel biennio 2017-18 ha rappresentato la Croazia in Coppa Davis, collezionando un successo nei due incontri disputati. Nel 2018 è stato uno dei giocatori premiati per la Coppa Davis conquistata dalla Croazia. 

## Statistiche

### Tornei minori

#### Singolare

##### Vittorie
| Legenda        |
| -------------- |
| Challenger (1) |

| Numero | Data          | Torneo                       | Superficie | Avversario in finale | Punteggio |
| 1.     | 9 luglio 2017 | Guzzini Challenger, Recanati | Cemento    | Mirza Bašić          | 7–6, 6–4  |

#### Finali perse
| Legenda        |
| -------------- |
| Challenger (1) |

| Numero | Data           | Torneo                     | Superficie  | Avversario in finale | Punteggio          |
| 1.     | 15 luglio 2017 | Nord LB Open, Braunschweig | Terra rossa | Nicola Kuhn          | 6–2, 5–7, 2–4 ret. |